# Albert Zomaya
Albert Y. Zomaya é actualmente o Professor Catedrático de Computação e Redes de Alto Desempenho e Membro Docente do Australian Research Council na School of Information Technologies, University of Sydney . Ele também é o Director do Centro de Computação Distribuída e de Alto Desempenho. Ele é actualmente o Editor-chefe de IEEE Transactions on Sustainable Computing e do Scalable Computing and Communications da Springer. Ele foi editor-chefe do ''IEEE Transactions on Computers'' .